# Giv'at Har'el
Giv'at Har'el (hebrejsky גבעת הראל, doslova „Har'elův vrch“) je izraelská osada neoficiálního charakteru (tzv. outpost) v bloku židovských osad okolo osady Šilo na Západním břehu Jordánu v Oblastní radě Mate Binjamin.

## Geografie
Nachází se v nadmořské výšce cca 710 metrů v centrální části hornatého hřbetu Samařska. Leží cca 30 kilometrů severně od historického jádra Jeruzalému, cca 20 kilometrů severoseverovýchodně od Ramalláhu a cca 47 kilometrů východně od centra Tel Avivu.
Vesnice je na dopravní síť Západního břehu Jordánu napojena pomocí dálnice číslo 60, jež probíhá po jejím severním okraji.
Giv'at Har'el leží v hustě osídlené části centrálního Samařska, kde jsou palestinské i židovské obce vzájemně promíseny. Dva kilometry východním směrem leží mateřská osada Šilo, další židovská osada Eli leží jeden kilometr severním směrem. Jde o širší blok osad Guš Šilo.

## Název
Osada je pojmenována podle osoby z nedaleké osady Jic'har, která byla zabita při teroristickém útoku. Rodina pak okamžitě zahájila na počest oběti osidlování této lokality.

## Dějiny
Osada byla založena v měsíci chešvan židovského roku 5759 (podzim 1998). Profiluje se zčásti jako zemědělská komunita a rozvíjí se tu pěstování révy. Zástavba je zčásti tvořena mobilními domy, zčásti trvalou zděnou výstavbou. Funguje zde synagoga a mikve. Dále je tu v provozu mateřská škola, hřiště a knihovna. Další veřejné služby se nachází v mateřské osadě Šilo.
Zpráva organizace Mír nyní z roku 2007 uvádí, že téměř 66 % osady stojí na pozemcích v soukromém vlastnictví Palestinců. V roce 2007 tu do výstavby domu investoval britský milionář Cyril Stein.

## Demografie
Přesně údaje o počtu obyvatel nejsou k dispozici, protože nejde o oficiálně samostatnou obec, byť fakticky má Giv'at Har'el samostatné členství v Oblastní radě Mate Binjamin. Roku 2007 je tu uváděno 52 trvale bydlících obyvatel. Internetový portál Oblastní rady Mate Binjamin zde eviduje 60 rodin.